# Ярино (Карагайский район)
Ярино — деревня в Карагайском районе Пермского края, административный центр Никольского сельского поселения. Население: 375 чел. (2002 г.). Ранее: 151 чел. (1869), 122 чел. (1926).

## История
поселение известно с 1700 года, как «починок Ния на речке Ние». 23 февраля 1951 года здесь возник укрупненный колхоз им. Дзержинского (в марте 1960 года в него влилась сельхозартель «Рассвет»). Ярино являлось центром Никольского сельского совета (до января 2006 года).

## География
Деревня на реке Большая Ния, правом притоке реки Обва, впадающей в реку Кама,

## Население
| 2010 |
| ---- |
| 350  |

## Инфраструктура
Экономикасельскохозяйственное предприятие — СПК «Свет» (ранее АКХ «Луч»), отделение почтовой связи.
Здравоохранениефельдшерско-акушерский пункт.
Образованиесредняя школа (существует с 1988) и детсад